# Hamish Linklater
Hamish Linklater (Great Barrington, 7 luglio 1976) è un attore statunitense, noto principalmente per il ruolo di Matthew Kimble nella serie televisiva La complicata vita di Christine e per il ruolo di Andrew Kennedy nella serie The Crazy Ones.

## Biografia
Figlio dell'attrice e vocal trainer Kristin Linklater, della quale ha seguito le orme, ha iniziato a calcare il palcoscenico all'età di otto anni in piccoli ruoli shakespeariani. 
Il nonno materno era lo scrittore scozzese Eric Linklater.
Il debutto sul grande schermo avviene nel 2000 con il film Groove.
È apparso nei blockbuster I Fantastici 4 (2005) e Battleship (2012).
Nel 2014 è tra gli interpreti del film Magic in the Moonlight di Woody Allen.

## Vita privata
Sposatosi nel 2002 con la drammaturga Jessica Goldberg, da cui ha avuto una figlia, ha divorziato nel 2012.
La sua attuale compagna di vita è Lily Rabe, anche lei attrice principalmente conosciuta per essere tra i protagonisti della serie horror antologica American Horror Story, di Ryan Murphy..

## Filmografia parziale

### Cinema
- Groove, regia di Greg Harrison (2000)
- I Fantastici 4 (Fantastic Hour), regia di Tim Story (2005)
- The Future, regia di Miranda July (2011)
- Battleship, regia di Peter Berg (2012)
- Lola Versus, regia di Daryl Vein (2012)
- 42 - La vera storia di una leggenda americana (42), regia di Brian Helgeland (2013)
- 90 minuti a New York (The Angriest Man in Brooklyn), regia di Phil Alden Robinson (2014)
- Magic in the Moonlight, regia di Woody Allen (2014)
- Ithaca - L'attesa di un ritorno (Ithaca), regia di Meg Ryan (2015)
- La grande scommessa (The Big Short), regia di Adam McKay (2015)
- 10 cose da fare prima di lasciarsi (10 Things We Should Do Before We Break Up), regia di Galt Niederhoffer (2020)
- Morto per un dollaro (Dead for a Dollar), regia di Walter Hill (2022)
- I ragazzi della Nickel (Nickel Boys), regia di RaMell Ross (2024)
- A Big Bold Beautiful Journey - Un viaggio straordinario (A Big Bold Beautiful Journey), regia di Kogonada (2025)

### Televisione
- Boston Hospital (Gideon's Crossing) – serie TV, 20 episodi (2000-2001)
- American Dreams – serie TV, 9 episodi (2004)
- Profezia di un delitto (5ive Days to Midnight) – miniserie TV, 5 puntate (2004)
- La complicata vita di Christine (The New Adventures of Old Christine) – serie TV, 88 episodi (2006-2010)
- The Big C – serie TV, 4 episodi (2012)
- Law & Order - Unità vittime speciali (Law & Order: Special Victims Unit) – serie TV, episodio 14x05 (2012)
- The Newsroom – serie TV, 6 episodi (2013)
- The Crazy Ones – serie TV, 22 episodi (2013-2014)
- Legion – serie TV, 17 episodi (2017-2019)
- Fargo – serie TV, 4 episodi (2017)
- The Stand – miniserie TV, 9 puntate (2020)
- Tell Me Your Secrets – serie TV, 10 episodi (2021)
- Midnight Mass, regia di Mike Flanagan – miniserie TV (2021)
- Manhunt - miniserie TV (2024)

## Doppiatori italiani
Nelle versioni in italiano delle opere in cui ha recitato, Hamish Linklater è stato doppiato da:
- Nanni Baldini in La complicata vita di Christine, The Newsroom, Battleship, The Good Wife, Magic in the Moonlight, Morto per un dollaro
- David Chevalier in The Crazy Ones, La grande scommessa
- Gianfranco Miranda in Ithaca - L'attesa di un ritorno, Midnight Mass , Batman: Caped Crusader
- Alessandro Quarta in Boston Hospital
- Emiliano Coltorti in 90 minuti a New York
- Gabriele Lopez in The Big C
- Stefano Crescentini in Law & Order - Unità vittime speciali
- Daniele Raffaeli in Gaslit
- Christian Iansante in Profezia di un delitto
- Oreste Baldini in 10 cose da fare prima di lasciarsi
- Franco Mannella in Manhunt
- Gabriele Sabatini ne I ragazzi della Nickel

## Riconoscimenti
Nel 2022 vince il Critics' Choice Super Awards come Miglior attore in una serie horror per la sua interpretazione in Midnight Mass di Mike Flanagan.